# Prix Émile-Hinzelin
Le prix Émile-Hinzelin, de la fondation du même nom, est un ancien prix de poésie annuel de l'Académie française, créé en 1945 et « décerné à l’auteur soit d'un volume de vers, soit d'une pièce de théâtre en vers. 
L'auteur se sera conformé aux règles de la prosodie française et l'on sentira dans son œuvre l'amour de la France ».
Le prix Heredia, destiné à des auteurs de sonnets ou d’un recueil de prosodie classique, a été constitué, en 1994, par regroupement des fondations de Heredia, Pascal Forthuny, Émile Hinzelin, Kastner-Boursault et Le Fèvre-Deumier.
Émile Hinzelin, né à Nancy le 13 avril 1857 et mort à Flin le 10 septembre 1937, est un écrivain, journaliste, poète et romancier français.

## Liste des lauréats

### Années 1950
- 1956 : 
  - Dominique Combette (1890-1958) pour Le bol de jade
  - Jacques Reynaud (1894-1965) pour Nées de l’écume et Le songe de Polyphile
  - Fernande Sciortino pour L’offrande des jours
- 1957 : 
  - Geneviève-Marie de Morville pour Hyménées antiques
  - Anne-Marie Oddo pour Images de la nuit
- 1958 : 
  - Carle Boussingault pour Poèmes
  - Yvonne du Moghreb pour Portiques almohades
- 1959 : Maurice-J. Champel pour Le lion va seul

### Années 1960
- 1960 : Roland Le Cordier pour Impossible et lointain
- 1961 : 
  - Marcel Sableau pour De Cape et d’Épée
  - Jean Sylvaire pour Magies verbales
- 1962 : Gaston Vuidet pour Pastels et Eaux-fortes
- 1963 : Pierre Osenat pour Passage des vivants
- 1964 : André Joussain pour Âme lointaine
- 1965 : Louis Truc pour Aux autels de Séléné
- 1966 : Jean Berna pour Orage
- 1967 : 
  - Anaïs Cotot pour Contes pour enfants. Vision des rues. Chansons
  - Joseph-Victor Zaug pour Petites fables
- 1968 : François Hertel pour Poèmes d’hier et d’aujourd’hui

### Années 1970
- 1970 : 
  - Louis Ducla (1893-1984) pour Au versant du coteau
  - Anne-Marie Fabry (1907-1997) pour Résonances
- 1971 : Hugues Portes pour L’Horizon intérieur
- 1972 : Louis Pize pour Au pays de l’automne
- 1973 : Marcel Diamant-Berger (1893-1990) pour Les Cloches de Venise
- 1974 : Jean Durtal pour Livre blanc
- 1975 : François Veillerette pour Requiem pour Charles de Gaulle
- 1976 : Roger Clericy pour Sous des eaux profondes
- 1977 : Robert Gros pour L’ombre des jours
- 1978 : 
  - Magdeleine Labour (1908-2003) pour Mémoire, ma semblance
  - Marcel Passarini pour Urbs Roma
- 1979 : Hervé Roy (1912-2008) pour Amoco Cadiz

### Années 1980
- 1980 : Yves Bergeret (1948-....) pour Sous la Lombarde
- 1982 : Paulette Sarradet pour Les amants solaires
- 1983 : 
  - Jean Jullion (1921-2001) pour Au hasard des sentiers
  - Mme S. Lusignan pour Sur le sable de nos jours
- 1987 : Henri Dupuch pour Le Béarnais